# Königliches Meteorologisches Institut von Belgien
Das Königliche Meteorologische Institut (Abkürzung: KMI) in Uccle ist eine föderalstaatliche belgische Einrichtung, die wissenschaftliche Forschungen im Bereich der Meteorologie durchführt. Das KMI untersteht dem Ministerium für Wissenschaftspolitik, kurz BELSPO.
Das Institut ist Mitglied der Weltorganisation für Meteorologie, des Europäischen Zentrums für mittelfristige Wettervorhersage, der Europäischen Organisation für die Nutzung meteorologischer Satelliten sowie des Interessen- und Dachverbandes der Wetterwarndienste EUMETNET.

## Geschichte
Im Jahr 1823 erwirkte Adolphe Quetelet beim Bildungsminister die Schaffung eines Instituts für astronomische Beobachtung in Brüssel. Zu diesem Zeitpunkt begannen auch die ersten meteorologischen Beobachtungen.
Der 1876 zum neuen Direktor des Observatoriums ernannte Jean-Charles Houzeau de Lehaie fasste den Plan, das Observatorium vom derzeitigen Standort Saint-Josse-ten-Noode nach Uccle zu verlegen und die Fachbereiche Astronomie und Meteorologie voneinander zu trennen.
Am 1. September 1876 erschien die erste belgische Wettervorhersage, die auf der Analyse einer synoptischen Wetterkarte beruhte.
Im April 1906 kam der erste Wetterballon zum Einsatz.
Am 31. Juli 1913 ging der meteorologische Dienst des Observatoriums in ein eigenständiges Institut namens „Institut Royal Météorologique“ über (kurz KMI, zu Deutsch „Königliches Meteorologisches Institut“). Jean Vincent war der erste Leiter.
Während der deutschen Besatzung 1914–1918 stellte das KMI den Betrieb ein, nachdem es am 20. August 1914 bombardiert worden war. Anfang 1919 folgte der Wiederaufbau.
Der Astronom, Pilot im Ersten Weltkrieg und Wegbereiter der stereoskopischen Luftbildaufnahme, Jules Jaumotte, übernahm 1919 die Leitung des KMI. Er arbeitete an der schnellen Folge atmosphärischer Messungen in Echtzeit. Diese neuen Ansätze in der Erforschung der Atmosphäre brachten eine neue Wissenschaft hervor: die synoptische Aerologie. Als Belgien am Internationalen Polarjahr 1932–1933 teilnahm, schoss Jules Jaumotte mit Hilfe von Wetterballons automatische Luftbilder von Wolken, wobei er in diesem Verfahren die Funktionsweise von Höhenmessgeräten nutzte.
Im Zweiten Weltkrieg requirierten die deutschen Besatzer das Institut und fungierten es zu einer militärischen Warte um, die 1944 von den Amerikanern zerstört wurde. Der Wiederaufbau begann Ende 1946.
1956 weihte das KMI das Zentrum für Geophysik in Dourbes ein („Centre de Géophysique“), das schwerpunktmäßig den Magnetismus und die atmosphärische Elektrizität erforscht.

## Technische Entwicklung
In den 1990er Jahren brachte das KMI unter der Leitung von Henri Malcorps neue Technik zum Einsatz. So installierte man 1992 das Blitzwarnsystem durch funkelektrische Interferometrie (SAFIR) zur Echtzeit-Ortung eines jeden Blitzeinschlags in Belgien (Genauigkeit etwa 1 km). 1993 startete das KMI die meteorologische Datenbank MeteoBBS mit benutzerfreundlichem Computerzugriff. Dieses System zeigt Satellitenfotos, meteorologische Radarbilder, SAFIR-Karten, Beobachtungen, Vorhersagen und Wetterwarnungen.
Die wissenschaftliche Technologie war jetzt in vollem Aufschwung. 1995 lieferte der Satellit METEOSAT aus 36.000 km Höhe über der Erde im halbstündlichen Takt hochwertige Beobachtungsbilder.
Das KMI kaufte 2001 ein komplett neues Radarsystem zur Messung von Niederschlagsmengen aller Art in einem Umkreis von 240 km. Standort dieses Systems ist Libramont in der Provinz Luxemburg.
Henri Malcorps trat 2010 in den Ruhestand. Derzeitiger Leiter des KMI ist Daniel Gellens, der das Amt eines Interimsdirektors bekleidet.

## Gegenwart
Das KMI befindet sich in Uccle auf einem „Plateau“, zusammen mit dem Königlichen Observatorium von Belgien (ORB) und dem 
Belgischen Institut für Raumaeronomie (IASB).
Das Plateau von Uccle beherbergt einen klimatologischen Anlagenpark, der für die Klimaforschung in Belgien als Bezugsinstanz gilt.
Unter der Zuständigkeit des Ministeriums für Föderale Wissenschaftspolitik ist das KMI die hauptverantwortliche Ausgabestelle von Wetterwarnungen in Belgien, dies in Zusammenarbeit mit der europäischen Organisation Meteoalarm.
Das Institut gibt täglich Wettervorhersagen für die Öffentlichkeit und auch gezielt für bestimmte Wirtschaftszweige heraus (Landwirtschaft, Straßenverkehr, Medien, Energiesektor …). Neben den Wettervorhersagen veröffentlicht das Institut monatlich einen Klimabericht, in dem für jeden Tag des vorangegangenen Monats Angaben wie Windgeschwindigkeit, Durchschnitts-, Tiefst- und Höchsttemperaturen, Niederschlagsmengen sowie die Dauer der Sonneneinstrahlung aufgeführt sind. All diese Angaben stehen kostenlos auf der KMI-Website bereit.
Das heutige Erscheinungsbild des KMI spiegelt die Bedeutung wider, die der meteorologischen und wissenschaftlichen Forschung in diversen Bereichen zukommt, wie Wettervorhersage, wissenschaftliche Grundprobleme der Atmosphäre und des Klimas, Wasserkreislauf, Beobachtungssysteme, Erdmagnetismus oder Ionosphäre.

## Instrumente und Kooperationen des KMI
Das Institut hat ein engmaschiges Netz aus Beobachtungsstationen in ganz Belgien entfaltet, dazu Niederschlagsmengen-Radarsysteme, ein Blitzerkennungssystem, Messgeräte an Satelliten und Anderes mehr. Das KMI ist zudem an zahlreichen Projekten beteiligt, wie dem Solar Impulse, einem großspannigen Leichtflugzeug, das ausschließlich mit Solarenergie betrieben wird. Das Königliche Meteorologische Institut wirkt zudem in enger Zusammenarbeit mit der Belgischen Interregionalen Umweltagentur IRCELINE und dem FÖD Volksgesundheit an der Warnung der Bevölkerung vor Ozon-Spitzenwerten und Hitzewellen mit.